# Gloria Scott

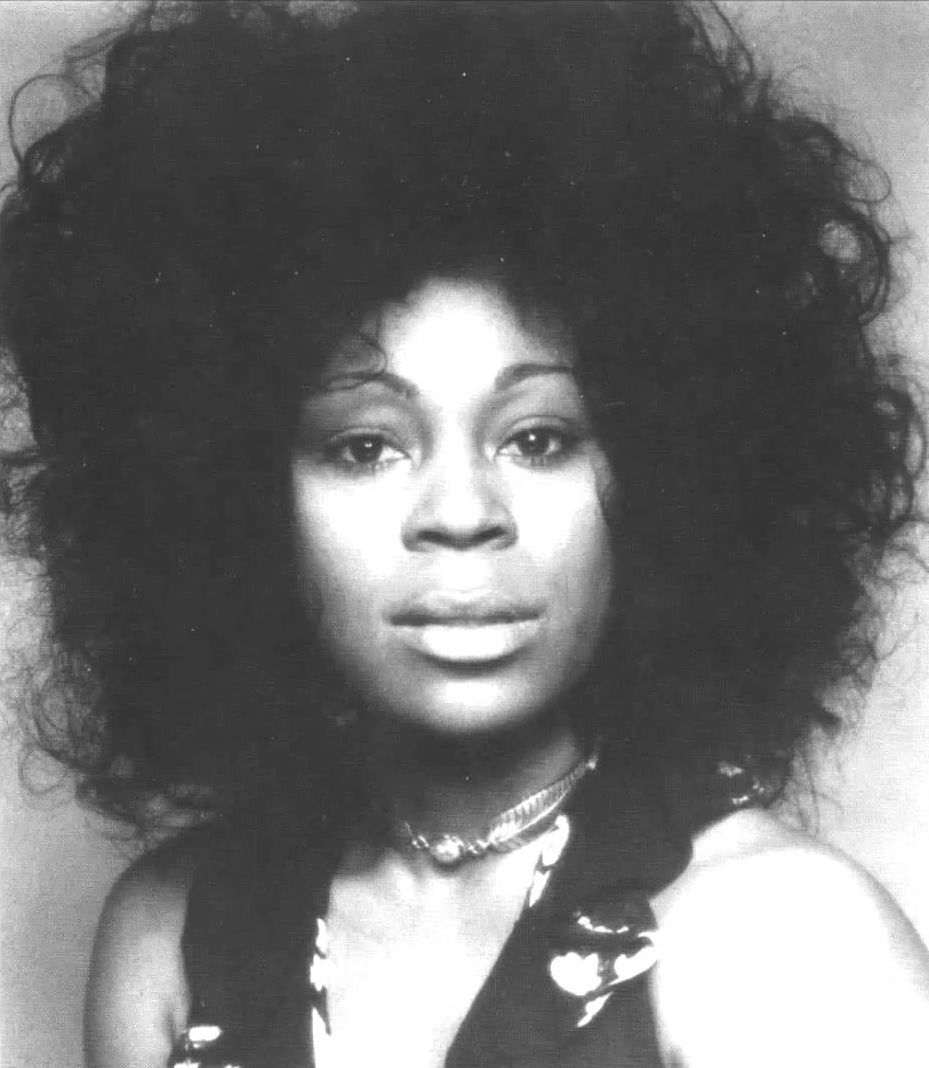
Gloria Scott

Gloria Scott (* 26. Februar 1946 in Port Arthur, Texas) ist eine US-amerikanische Soul-Sängerin. Ihr bekanntester Hit ist Just As Long As We’re Together (In My Life There Will Never Be Another) aus dem Jahr 1975, ein Top-20-Hit in den amerikanischen R&B-Charts.

## Leben
Scott ist das zweite von neun Kindern. Ihre Mutter hatte in einem Gospelchor gesungen und trat mit Sam Cooke und den Soul Stirrers auf. Scott wuchs in Houston auf und zog als Teenager mit ihrer Familie nach Nordkalifornien. 1964 war sie kurzzeitig Mitglied der Gruppe Gloria Scott & The Tonettes, die nur eine, erfolglose Single I Taught Him (Part I & II) für Warner aufnahm. Gut zehn Jahre später veröffentlichte sie ihr von Barry White produziertes Debütalbum What Am I Gonna Do auf dem legendären Casablanca-Label, das wenig später Disco-Geschichte schreiben sollte. Scotts LP, laut der FAZ ein „Meisterwerk“ des Soul-Genres, gehörte zu den ersten Veröffentlichungen des Labels überhaupt. Der Titelsong war der erste von zwei Hits in den amerikanischen R&B-Charts, schaffte es aber nur auf Platz 74. (A Case Of) Too Much Lovemakin’ verpasste zwar die Charts, wurde aber rund 20 Jahre später von Lisa Stansfield auf dem Album So Natural gecovert.
Nachdem Scott mit Just As Long As We’re Together (In My Life There Will Never Be Another) Anfang 1975 ihren größten Hit hatte, der auch Platz zwölf der Disco-Charts erreichte, sollte diese Single eigentlich die Veröffentlichung eines zweiten Albums einläuten. Doch dazu kam es nicht mehr. Obwohl die Aufnahmen für diese LP bereits fertig waren, wurden sie nie veröffentlicht. Vertraglich weiterhin an Barry White gebunden, konnte Scott keine weiteren Platten für andere Labels veröffentlichen. Ihre Musikkarriere versandete, bevor sie richtig begonnen hatte. Ende der 1970er Jahre sang Scott noch im Background der ehemaligen Supremes-Sängerin Mary Wilson, danach wurde es endgültig still um sie.
Nach dem vorläufigen Ende ihrer Musikkarriere, zog Scott für mehrere Jahre nach Guam, bevor sie sich Anfang der 1990er Jahre kurz mit der Single It's So Wonderful zurückmeldete. Wieder vergingen viele Jahre bis Scott ab 2009 mithilfe des deutschen DJs Daniel Dombrowe das Live-Comeback im Rahmen des Musik-Festivals Baltic Soul Weekender glückte. Die FAZ schrieb 2012 einen ausführlichen Artikel über die Sängerin und feierte darin ihr einziges Album: „Elegante, streicherveredelte Arrangements, treibender Groove, dazu die kraftvoll geschmeidige Stimme einer Sängerin, die man in einem Atemzug mit Aretha Franklin und Etta James nennen kann.“ Mittlerweile tritt Scott jährlich als einer der Höhepunkte im Rahmen des Baltic Soul Weekenders auf.
2022 erschien mit "So Wonderful" das zweite Album bei Acid Jazz/Rough Trade.

## Diskografie

### Alben
- 1974: What Am I Gonna Do
- 2022: So Wonderful

### Singles
- 1974: What Am I Gonna Do
- 1974: (A Case Of) Too Much Love Makin’
- 1974: Just As Long As We’re Together (In My Life There Will Never Be Another)
- 2009: You're Losing Me / Help Me Get Off This Merry-Go-Round mit The Baltic Soul Orchestra
- 2010: That's The Way Love Is
- 2012: (A Case Of) Too Much Love Makin' / That's What You Say (Everytime You're Near Me)